# Henry Puna
Henry Tuakeu Puna, né le 29 juillet 1949, est un homme politique des îles Cook. Il est Premier ministre de 2010 à 2020 puis secrétaire général du Forum des îles du Pacifique depuis mai 2021.

## Biographie
Henry Puna naît le 29 juillet 1949. Il est le fils de Tuakeu Manuela, un membre de l'assemblée législative. Il passe son enfance à Aitutaki. Il fait ses études à Aitutaki et Rarotonga, avant de suivre un cursus de droit à l'université d'Auckland (Nouvelle-Zélande) et à l'université de Tasmanie (Australie). Il s'établit sur l'île de Manihiki, où il se lance dans la culture des perles, tout en travaillant comme juriste,. Ses débuts de perliculteur sont difficiles : quatre jours après sa première greffe, l'île de Mahiniki est dévastée par le cyclone Martin, le 1er novembre 1997.
Henry Puna réside à Tuako, sur l'île de Manihiki. Il est marié à Akaiti Puna. Ses frères aînés William Estall et Ngereteina Puna ont tous deux été ministres et son frère Manuela Puna a été greffier du parlement des îles Cook.

## Carrière politique

### Première élection
En 2004, Henry Puna se lance dans la politique, en briguant le siège de député de la circonscription de Manihiki, détenue par le premier ministre Robert Woonton. Il échoue de justesse et forme un recours contre le résultat,. Celui-ci est accepté, de nombreux suffrages sont annulés et un recompte des votes conduit à une situation d'égalité. L'élection est refaite et Henry Puna l'emporte alors.
En septembre 2006, après le retrait du chef du Parti des îles Cook, Geoffrey Henry, Henry Puna est élu à la tête du parti,. Lors des élections de cette même année, il perd son siège de Manihiki au profit de Tereapii Piho, du Parti démocratique. Il continue cependant à diriger le Parti des îles Cook, bien que n'étant plus membre du parlement. L'opposition parlementaire est menée par Tom Marsters. En septembre 2009, Henry Puna est réélu, à l'unanimité, à la tête du Parti des îles Cook.

### Premier ministre

#### L'arrivée au pouvoir
Lors des élections de 2010, Henry Puna retrouve son siège de député de Manihiki. Son parti obtient 18 des 24 sièges au Parlement. Le 30 novembre 2010, Henry Puna devient le 9e Premier ministre des îles Cook, succédant à Jim Marurai. Son vice-premier ministre est Tom Marsters.

#### Politique énergétique
En juin 2011, Henry Puna participe au Forum de l'énergie, à Vienne (Autriche). Il fixe comme objectif à son pays la production de 50 % d'énergie renouvelables dans l'archipel, pour l'année 2015, et 100 % en 2020, ce qui ferait des îles Cook le premier pays au monde à ne pas émettre de dioxyde de carbone CO2. Les énergies éolienne et solaire doivent progressivement remplacer le fioul utilisé dans les groupes électrogènes. Une centrale solaire, d'une puissance de 2 MW est prévue, dont la construction doit être financée par le Japon, la Nouvelle-Zélande et le Programme des Nations unies pour le développement. En 2011, le pays dépend entièrement de ses importations pour la production d'énergie et y consacre la moitié de son budget.

#### Politique étrangère
Henry Puna effectue sa première visite officielle en Nouvelle-Zélande en août 2011. Du 6 au 8 septembre 2011, il participe aux côtés de Peter O'Neill (premier ministre de Papouasie-Nouvelle-Guinée), Jurelang Zedkaia (président des îles Marshall), Lord Tu'ivakano (premier ministre de Tonga), Toke Talagi (premier ministre de Niue), Emanuel Mori (président de la Micronésie), Willy Telavi (premier ministre de Tuvalu), Johnson Toribiong (président des Palaos), Anote Tong (président du Kiribati), Danny Philip (premier ministre des îles Salomon), Julia Gillard (premier ministre d'Australie), John Key (premier ministre de Nouvelle-Zélande), Athy Sineon (député du Vanuatu), Tuilaepa Lupesoliai Sailele Malielegaoi (premier ministre de Samoa), Marcus Stephen (président de Nauru), Ban Ki-moon (secrétaire général des Nations unies), José Manuel Barroso (président de la Commission européenne) et Alain Juppé (ministre français des affaires étrangères), au 42e Forum des îles du Pacifique, à Cable Bay, Auckland (Nouvelle-Zélande). En novembre 2011, il est l'un des fondateurs du Groupe des Dirigeants polynésiens, qui réunit des pays de la région, avec l'objectif de développer des coopérations dans différents domaines, tels que la langue et la culture, l'éducation, les réponses au changement climatique et le commerce et les investissements,. Le 28 novembre 2011, il participe, à Genève (Suisse), à la 31e conférence internationale de la Croix-rouge, présidée par sa compatriote Miki Rattle.

### Secrétaire général du Forum des îles du Pacifique
Le 4 février 2021, Henry Puna est élu secrétaire général du Forum des îles du Pacifique, succédant à Dame Meg Taylor. Au dernier tour du scrutin, il obtient les voix de neuf des dirigeants des États membres, contre huit pour Gerald Zackios, l'ambassadeur des Îles Marshall aux États-Unis. Les cinq États membres micronésiens estiment toutefois que le poste devait revenir au candidat de leur région, Gerald Zackios, par principe de rotation ; accusant les pays du Pacifique Sud de manquer de considération pour la Micronésie, le gouvernement paluan du président Surangel Whipps Jr. annonce le retrait des Palaos du Forum, à compter de fin février. Le 8 février, les présidents des quatre autres États micronésiens -Lionel Aingimea pour Nauru, David Panuelo pour les États fédérés de Micronésie, Taneti Maamau pour les Kiribati, et David Kabua pour les Îles Marshall- se joignent à lui pour annoncer conjointement qu'ils enclencheront chacun la procédure de retrait de leur pays de l'organisation,. Il prend ses fonctions le 24 mai.